# Coprosma
Coprosma là một chi thực vật có hoa trong họ Thiến thảo (Rubiaceae).

## Hình ảnh

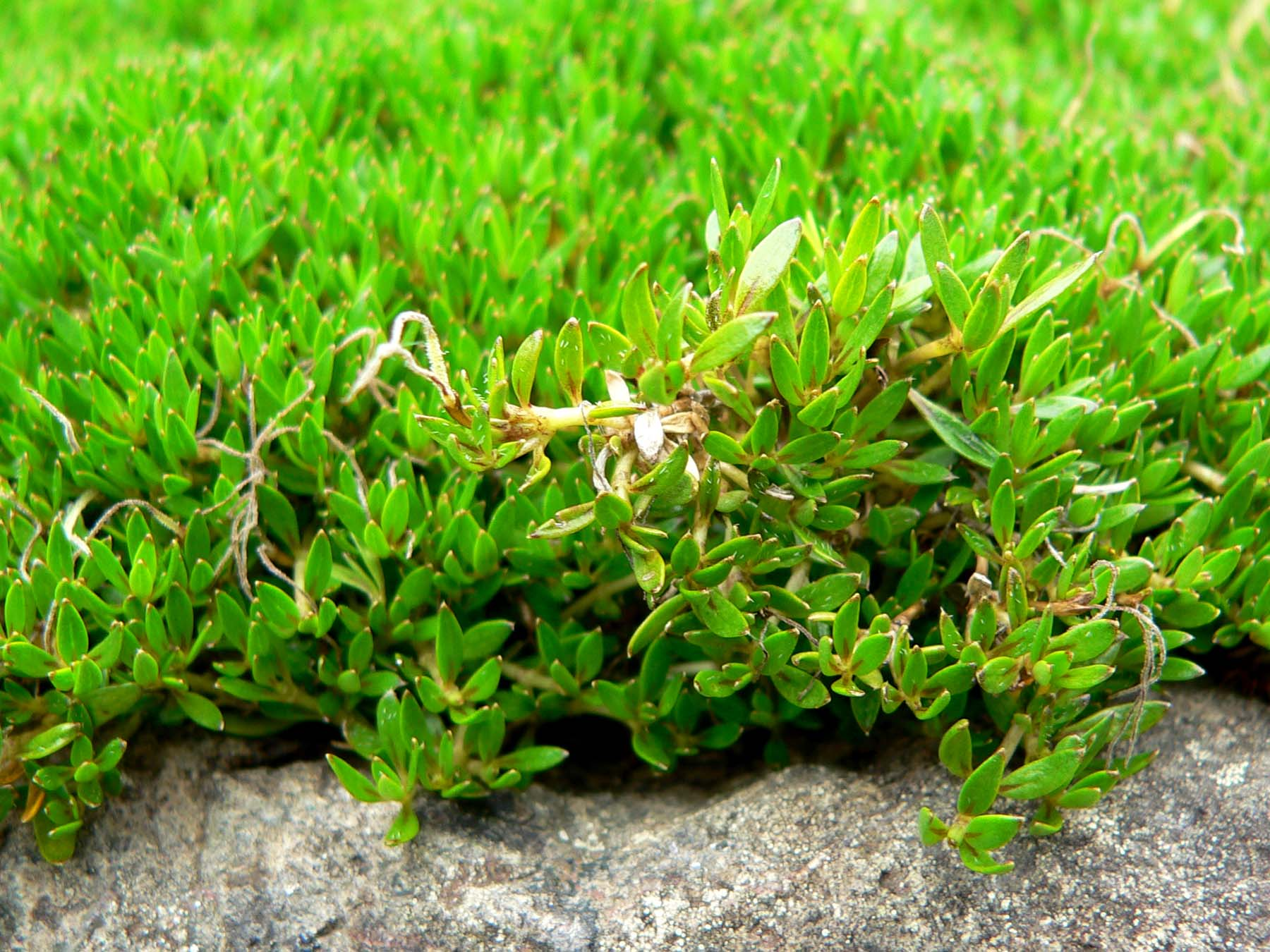
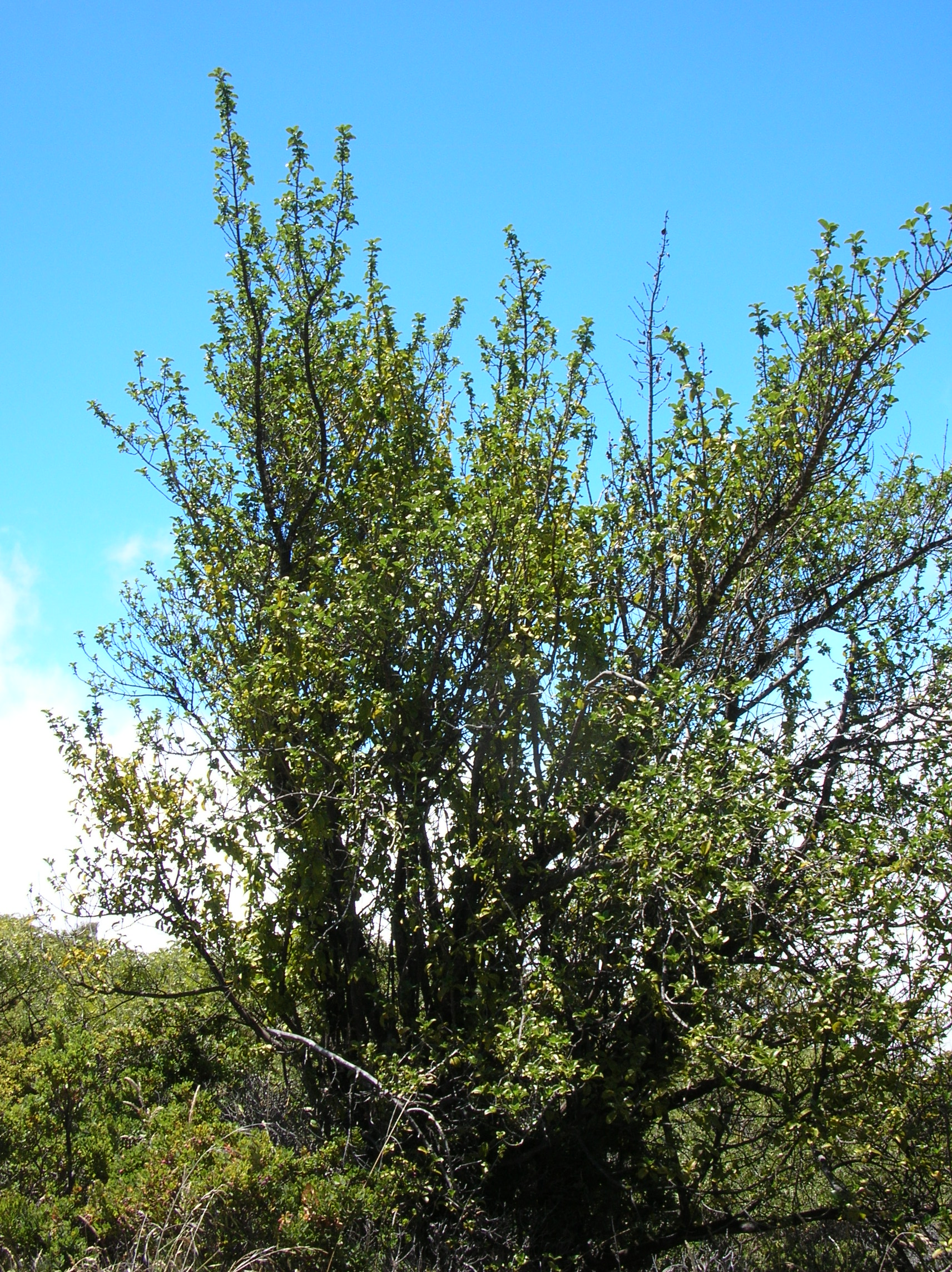
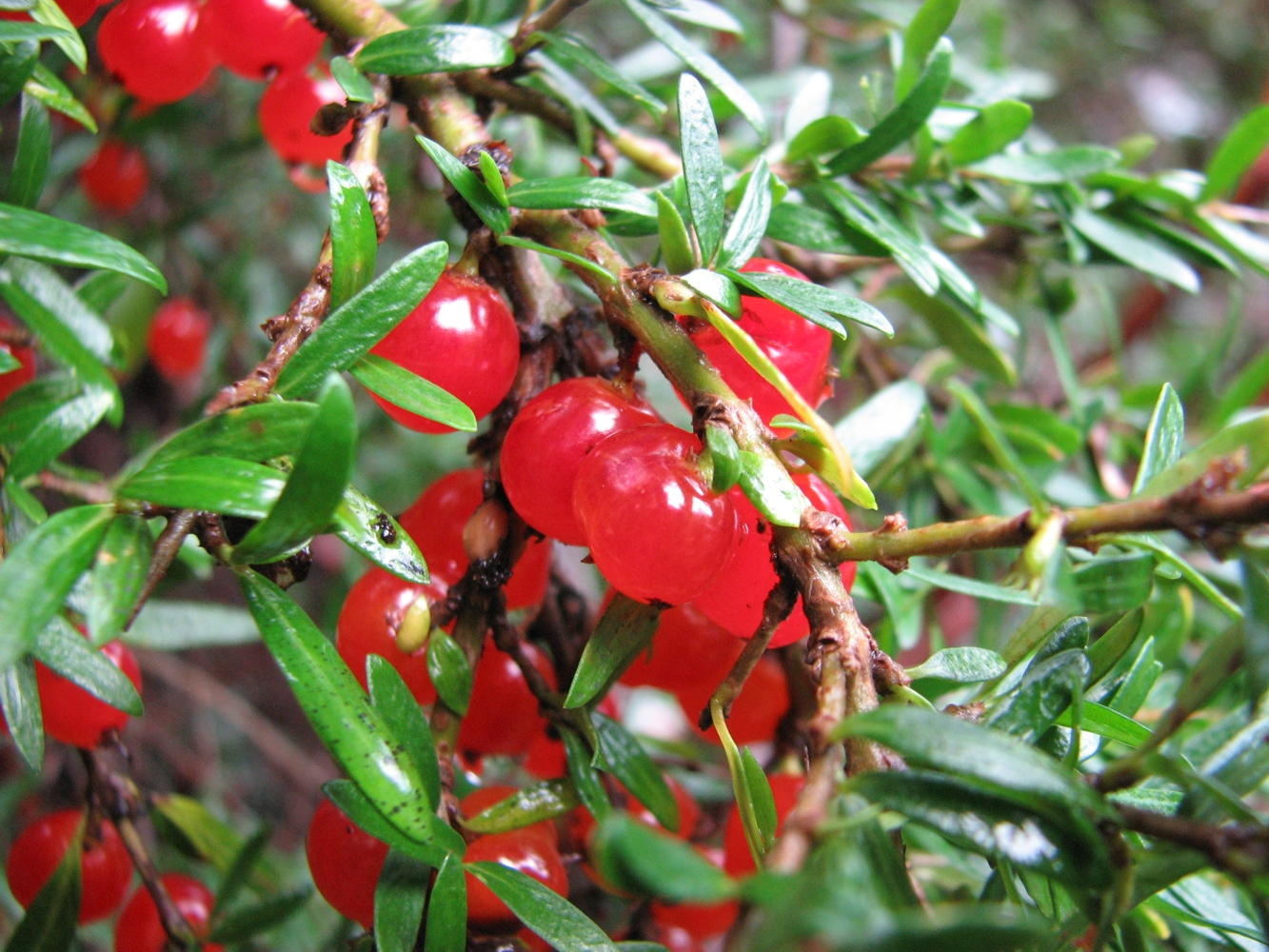
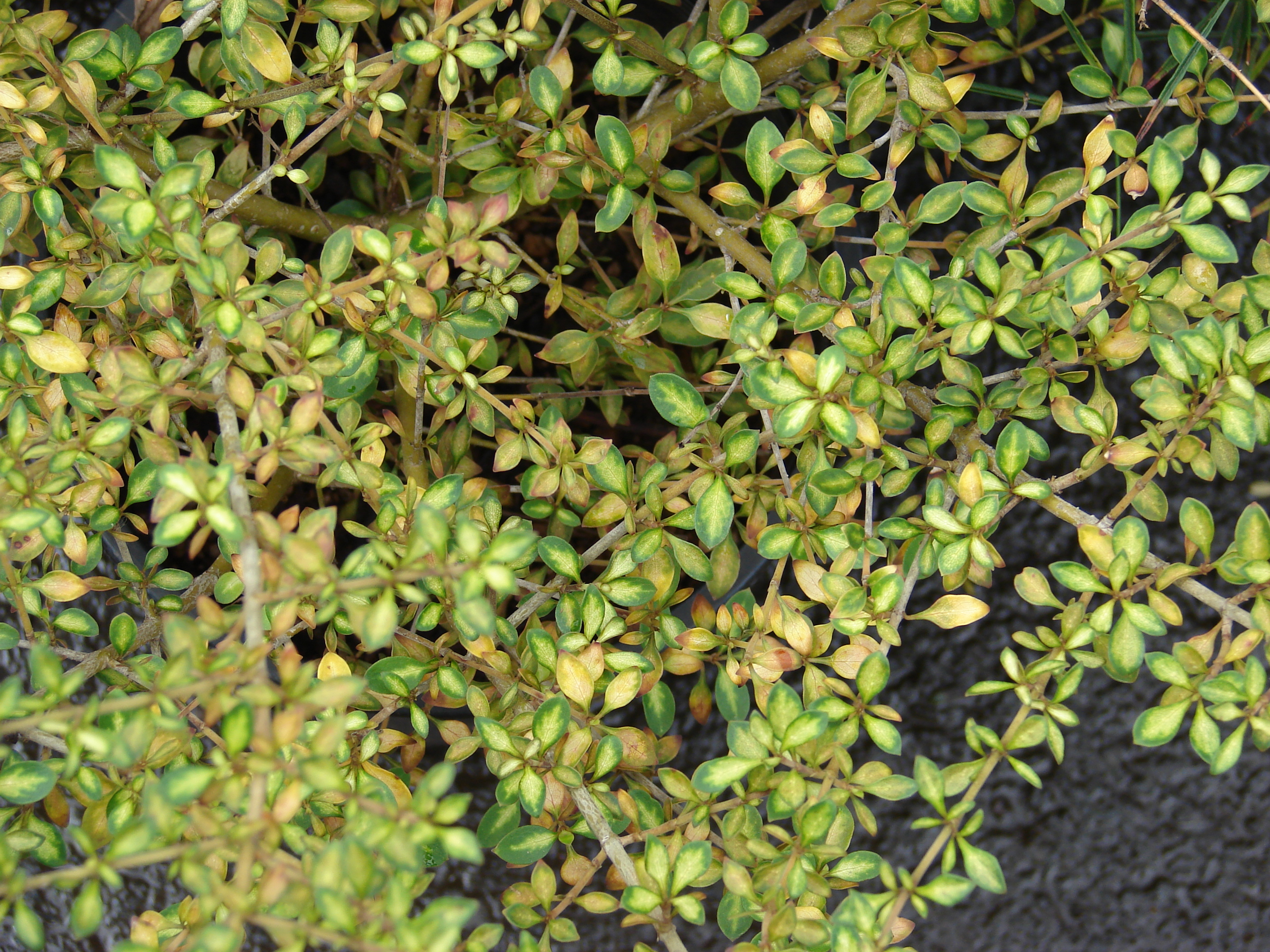
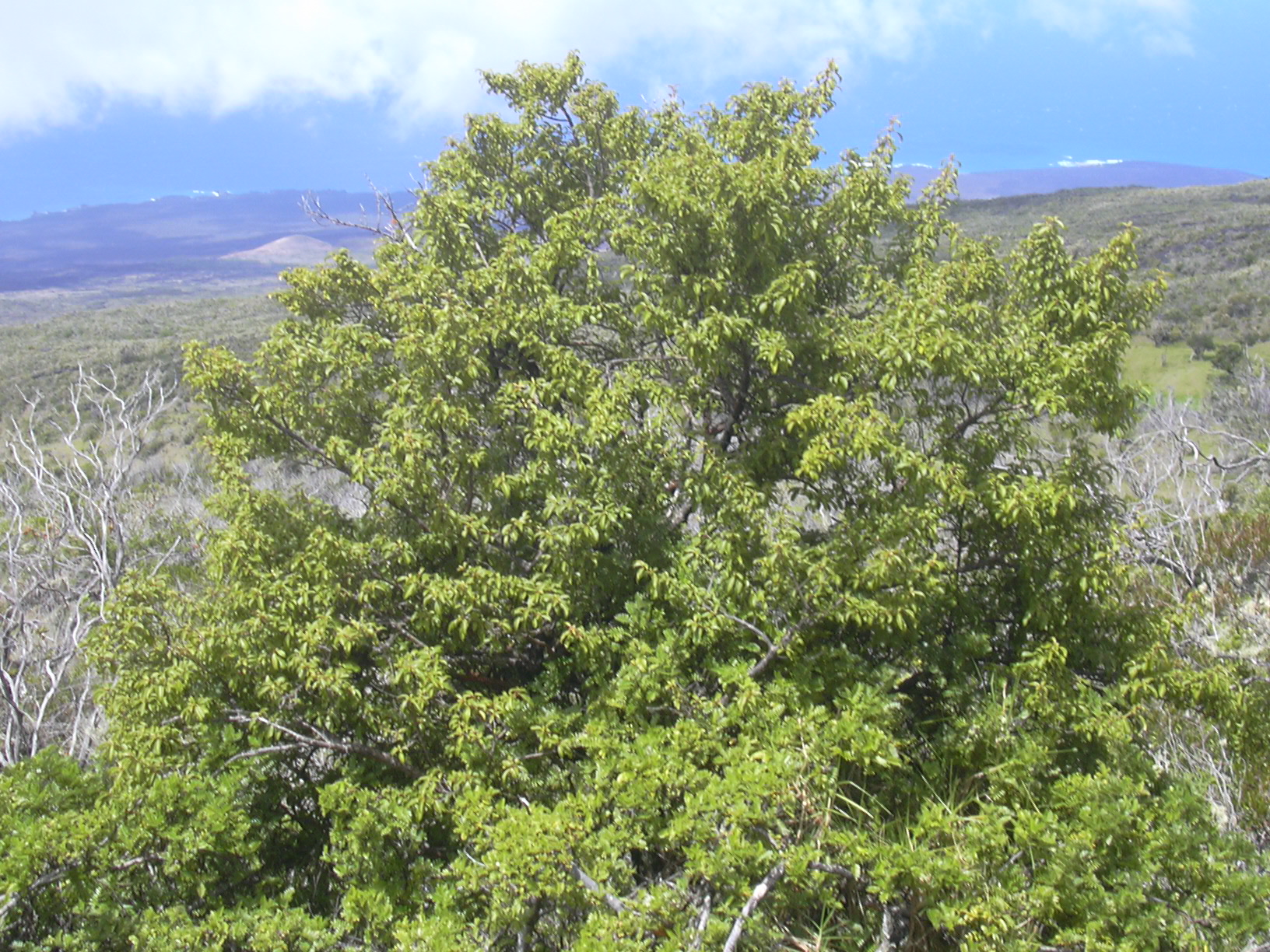

## Loài
Chi Coprosma gồm các loài: